# Cirrhimuraena chinensis
Cirrhimuraena chinensis es una especie de pez del género Cirrhimuraena, familia Ophichthidae. Fue descrita científicamente por Kaup en 1856.
Se distribuye por el Pacífico Occidental: China y Papúa Nueva Guinea, Indonesia y mar de la China Meridional. La longitud estándar (SL) es de 54,8 centímetros.
Está clasificada como una especie marina inofensiva para el ser humano.